# Philippe Sands
Philippe Sands QC (Londen, 17 oktober 1960) is een jurist, hoogleraar, auteur en advocaat met dubbele Frans-Britse nationaliteit. Sands is hoogleraar internationaal recht aan University College London en directeur aldaar van het Centre on International Courts and Tribunals. Als advocaat is hij verbonden aan het kantoor Matrix Chambers, dat eveneens onder meer Ben Emmerson en in het verleden Cherie Booth huisvest.
Sands verdedigde al zaken voor het Internationaal Gerechtshof, het Internationaal Zeerechttribunaal, het Europees Hof van Justitie, het Europees Hof voor de Rechten van de Mens en het Internationaal Strafhof. Hij arbitreerde ook al voor het Internationaal Centrum voor Beslechting van Investeringsgeschillen (ICSID) en het Hof van Arbitrage voor Sport (CAS). Hij was betrokken bij een aantal van de belangrijkste internationale rechtszaken, van Pinochet tot Guantanamo.
Sands is de auteur van heel wat boeken internationaal recht waaronder Lawless World: America and the Making and Breaking of Global Rules uit 2005 en Torture Team: Rumsfeld's Memo and the Betrayal of American Values uit 2008. Zijn boek East West Street: On the Origins of Genocide and Crimes against Humanity uit 2016 (in het Nederlands vertaald als Galicische Wetten) werd meermaals bekroond, onder meer met de Baillie Gifford Prize for Non-Fiction 2016. Sands is ook een veelgevraagd expert bij nieuwsmedia als BBC, CNN, de Financial Times en The Guardian.

## Biografie
Bachelor en Master of Laws van Corpus Christi College, University of Cambridge en visiting scholar aan Harvard Law School, begon hij zijn carrière als research fellow aan St Catharine's College en het Cambridge University Research Centre for International Law in Cambridge. Hij had ook academische aanstellingen aan King's College London (1988-1993) en de School of Oriental and African Studies (SOAS) (1993-2001). Tijdens zijn periode voor SOAS was hij gelijktijdig ook professor aan de Law School van New York University. Hij was visiting professor aan onder meer Parijs 1 Panthéon-Sorbonne, de University of Melbourne, het Institut de Hautes Études Internationales et du Développement, Indiana University Bloomington, de University of Toronto, Boston College Law School en de universiteit van Lviv.

## Erkenning
Sands ontving in 2015 een Honorary Doctorate in law van de University of Lincoln en werd doctor honoris causa aan KU Leuven in 2019.
Voor zijn boek East West Street, deels gebaseerd op onderzoek tijdens zijn gasthoogleraarschap aan de universiteit van Lviv, ontving hij naast de Baillie Gifford Prize in 2017 eveneens de Jewish Quarterly-Wingate Prize, de Prix du Meilleur Livre Etranger (Sofitel) en de Best Non-Fiction Book van de British Book Awards en in 2018 de Prix Montaigne de Bordeaux.